# السواهجة
قرية السواهجة هي إحدى القرى التابعة لمركز ملوى بمحافظة المنيا في جمهورية مصر العربية. حسب إحصاءات سنة 2006، بلغ إجمالي السكان في السواهجة 6335 نسمة، منهم 3131 رجلا و3204 امرأة.